# Can Parés (Arenys de Munt)
Can Parés és una obra historicista d'Arenys de Munt (Maresme) protegida com a Bé Cultural d'Interès Local.

## Descripció
Edifici sobre un casal del segle xvii. Consta de planta baixa, pis i golfes. Cada pis està separat per una petita cornisa. Tots els elements d'obertura estan rematats amb una motllura que sobresurt tan sola en la part alta de cadascun. A les golfes les obertures són ulls de bou també motllurats. Per acabar hi ha una petita cornisa. La façana de l'altre carrer té elements decoratius de ceràmiques de colors. Hi ha un petit jardí abans d'entrar a la casa.